# Рудаков, Николай Яковлевич
Николай Яковлевич Рудаков (1906—1977) — полковник Советской Армии, участник Великой Отечественной войны, Герой Советского Союза (1943).

## Биография
Николай Рудаков родился 23 октября 1906 года в Коканде. Окончил четыре класса школы. В 1928 году Рудаков был призван на службу в Рабоче-крестьянскую Красную Армию. В 1931 году он окончил Киевские объединённые командные курсы, в 1941 году — курсы «Выстрел». С начала Великой Отечественной войны — на её фронтах. К сентябрю 1943 года гвардии майор Николай Рудаков командовал 202-м гвардейским стрелковым полком 68-й гвардейской стрелковой дивизии 40-й армии Воронежского фронта. Отличился во время битвы за Днепр.
В ночь с 22 на 23 сентября 1943 года полк Рудакова переправился через Днепр на Букринский плацдарм. Противник предпринял несколько ожесточённых контратак превосходящими силами, но полк успешно их все отбил, нанеся вражеским войскам большие потери. Рудаков лично находился на передовой, управляя действиями подразделений своего полка, сам был ранен, но остался в строю и три дня, находясь в тяжёлом состоянии, продолжал сражаться.
Указом Президиума Верховного Совета СССР от 23 октября 1943 года за «мужество и героизм, проявленные при форсировании Днепра и удержании плацдарма на его правом берегу» гвардии майор Николай Рудаков был удостоен высокого звания Героя Советского Союза с вручением ордена Ленина и медали «Золотая Звезда» за номером 2004.
После окончания войны Рудаков продолжил службу в Советской Армии. В 1945 году он окончил Военную академию имени М. В. Фрунзе, в 1947 году — курсы преподавателей. В 1947 году командовал курсантским батальоном в Бакинском пехотном училище. Приказом Военного Министра Союза СССР от 14 сентября 1950 года № 02077 назначен на должность заместителя начальника Калининского суворовского военного училища по строевой части.
В 1952 году в звании полковника Рудаков был уволен в запас. Проживал и работал в Калинине, активно занимался общественной деятельностью. Умер 29 августа 1977 года, похоронен на Дмитрово-Черкасском кладбище Твери.
Был награждён двумя орденами Ленина, двумя орденами Красного Знамени, орденами Отечественной войны 2-й степени и Красной Звезды, рядом медалей.